# Михалёво (ОКАТО 34208828030)
Не следует путать с деревней Михалёво, расположенной в том же сельском поселении Галичского района, но имеющей код ОКАТО 34208828029
Михалёво — деревня в Ореховском сельском поселении Галичского района Костромской области России.

## История
До муниципальной реформы 2010 года деревня также входила в состав Ореховского сельского поселения.

## Население
| 2010 | 2012 |
| ---- | ---- |
| 46   | ↘11  |